# ‘Ishq
‘Ishq și verbul relativ „'Ashiqa” sunt folosite în arabă pentru a descrie o dragoste intensă și pasională, o formă aprofundată a substantivului (Hubb/ Muhabba) dragoste. Nici ‘Ishq sau 'ashiqa nu apar în Qur’an, dar descrierea celor simțite de Iacob (Ya’qub) și soția lui ’Aziz nepermit să-i clasificăm ca “iubiți pasionali”- ’ushshq.

## Etimologia și utilizarea lui în Hadith
În arabă (عشق), persană: Eshgh, urdu Ishq, dari: Eshq, turcă Aşk => înseamnă „dragoste”.
O situație extremă, o dragoste atât de pasională și profundă, încât ’ishq este percepută de arabi ca fiind un lucru imoral. Câteodată este catalogată ca un tip de nebunie (junun) care nu este nici aprobată, nici dezaprobată. Medicina tradițională britanică se raportează la ’ishq ca la o boală mentală cauzată de perceperea frumuseții exagerate a unei persoane.
Pentru a evidenția conotația și proprietățile etimologice ale cuvântului ’ishq, lexicografii se raportează la ’ashaqa (iederă, Hedera helix). Iedera este o plantă cu tulpină și ramificații lemnificate subțiri și lungi ce crește agățată de trunchiul copacilor, înconjurându-l și strângându-l atât de tare încât, într-un final, acesta se va usca sau va rămâne cu urme indelebile.

### Utilizarea ’ishq în Coran
În măsura în care ’ishq implică anormalitate este o caracteristică indezirabilă pentru musulmani: Dumnezeu nu iubește anormalitatea, lăcomia, abuzul, exagerarea, etc.
(Sura 6: 141) – (141) El este Cel ce a făcut să crească grădinile cu bolte ori fără bolte de viță, curmalii și semănăturile de tot soiul, măslinii și rodiii, asemănători și neasemănători. Mâncați-le roadele și atunci când rodesc. Dați dreptul în ziua strânsului. Fiți cumpătați. Nu vă lăcomiți prea tare. Dumnezeu nu iubește pe cei care se lăcomesc.
(Sura 7:31) – (31) O, fii ai lui Adam! Purtați podoabele voastre în orice loc de rugăciune! Mâncați și beți, însă nu vă lăcomiți, căci Dumnezeu nu-i iubește pe cei lacomi.
Ocazional, aceste mesaje transmise de Qur’an ce conțin amenințări și promisiuni, se pot confrunta cu puteri necontrolabile și copleșitoare precum ’ishq .

### Utilizarea ’ishq în hadith-uri
’Ishq apare în mai multe hadith-uri (tradiții). În una dintre ele, care face aluzie la hubb ’udhri  (iubire pură) pentru care tribul Banu Udhra care a populat Yemen-ul , a fost faimos, o dragoste secretă și pură pentru natura umană, care a fost comparată cu martirajul. Unele hadith-uri vorbesc despre 'ishq ca o dragoste dintre Dumnezeu și Om, ce își are originea în dhikr(incantații). În acest sens,câțiva meccani – contemporani cu  – descriu atitudinea Profetului față de rabb (Lordul lui) exact ca ’ishq.

## Sura Iosif
Sura Iosif este, de departe, singurul capitol din Qur’an în care tema cuvantului ’ishq iese la suprafață.
Soția unui nobil egiptean, ’Aziz (fiind cunoscută în tradiție și ca Zulaykha) și tatăl lui, Iacob,  amândoi l-au iubit cu o pasiune deosebită pe Iosif. Totuși, dragostea are un caracter foarte diferit: dragostea lui Iacob este profundă, înțeleaptă și dezinteresată, dragostea soției lui ’Aziz este intensă și violentă, lipsită de profunzime și înțelepciune => pe care Iacob a dobândit-o prin suferință și împăcarea cu sinele.
Cuvintele care descriu sentimentele soției lui ’Aziz sunt: shagha – faha hubban (Iosif a copleșit-o cu dragoste vădită). Această expresie, paradoxal, o prezintă pe soția lui ’Aziz , ca o victimă a frumuseții lui Iosif, această părere este definită, mai târziu, de femeile egiptene care se rănesc cu cuțitul la vederea frumuseții lui Iosif. În cazul soției lui ’Aziz , această dragoste este văzută ca o forță incontrolabilă și irezistibilă care copleșește natura umană.
Această forță este generată de contemplarea absolută și frumusețe divină care apare într-o formă particulară (o alta ființă umană).
Oarecum, soția lui ’Aziz  îl imită pe Dumnezeu, descris în faimosul hadith ca fiind  „frumos ” și “iubitor de dragoste” . În tradiția sufită, soția lui ’Aziz este privită ca un simbol al iubitorilor de frumusețe, contemplând frumusețea divină așa cum aparea ea în primele manifestații.
Ce spune despre Iacob ca este ahabb (mai îndrăgostit) de Iosif decât de ceilalți fii. După dispariția lui Iosif, Iacob iși pierde vederea din cauza durerii suferite. Considerând că dispariția lui Iosif este modul lui Dumnezeu de a-i testa răbdarea, Iacob refuză să creadă că fiul lui este mort. În schimbul răbdării Dumnezeu îi dă o puternică intuiție care poate fi descrisă ca ’urfani (mistică), datorită naturii ei.
Când fii lui Iacob pleacă din Egipt, având tricoul lui Iosif, Iacob imediat simte mirosul lui Iosif, chiar dacă caravana e la mare distață de el. Când mesagerul ajunge și îi dă tricoul , bătrânul tată își recapătă vederea (sura 12 : 96).
(96) Când sosi vestitorul, puse cămașa lui Iosif pe fața lui Iacob, și, atunci, își recăpătă vederea. El spuse : “Nu v-am spus că eu știu de la Dumnezeu ceea ce voi nu știți?”
Judecând după efectele ei (infailibilă, intuiție spirituală și suferință profundă) dragostea lui Iacob pentru Iosif este mult mai profundă, cu sentimente mult mai intense, decât dragostea soției lui ’Aziz : suferința separării îi dă iubitului o înțelepciune spirituală care nu poate fi dobândită prin simpla dragoste a frumuseții.
Ambele povestiri (aceea a lui Iacob și aceea a soției lui ’Aziz) conțin unele dintre cele mai mistice pasaje din Qur’ an.
Totuși, primele comentarii privind încercarea de a citi Qur’an-ul  ca pe Scriptură a ’ishq nu au apărut înainte de începutul celui de-al doilea secol.

## Exegențe sufite: Qur’an-ul ca o Scriptură a ’ishq
Să citești Qur’an-ul ca o întreagă Scriptură a ’ishq cere adoptarea unei metodologii particulare și un numar de tehniici speciale (de exemplu repetarea unei fraze de mai multe ori) ceea ce permite cititorului sa se distanțeze de înțelesul plastic și literar al textului și să abordeze înțelesurile ascunse și sensul ezoteric.
Este cunoscut că maeștrii sufiți precum Dhu’el Nun al-Misiri (d. 246/861), Junayd (d. 298/910), Slibli (d.334/946), Hallaj (d. 309/922) și, în mod special Nuri (d. 295 /907) care s-a autodenumit ’ashiq (iubitul lui Dumnezeu) , angrenând cuvântul ’ishq în discursurile lor.
Este utilizat de asemenea și de Ibn al-’Arabi (d. 638/1240) și de alți importanți sufiți arabi din perioada târzie. Totuși, ’ishq  niciodată nu a fost considerat cel mai important concept al sufismului în mediul arab la fel cum s-a întâmplat în mediul Persic.

### Conceptul perșilor asupra ’ishq
Fără nici o îndoială aceste însușiri ale caracterului națiunii iraniene si-au pus amprenta asupra sufismului persan, care , în mod explicit, preferă ’ishq în defavoarea  hubb/muhabba  ori al oricărui alt concept.
În timpul secolului al XII-lea au apărut un număr de tratate în Persia care au conceptualizat doctrina ’ishq, printre care sawanih (inspirații) de Ahmad Ghazali (d. 520/1126) și abhar al-’ashiqin ( Narcisele galbene ale iubitilor) de Ruzbehan Baqli (d. 520-606 / 1128-1209) împreună cu cuvintele poetice ale lui Farid ad-Din ’Attar (d.618/1121) și Jalal ad-Din Rumi (d.672/1273) și probabil Flashes (Lama’at)  a lui Fachr ad-Din Iraqi (d.688/1289).Aceștia au pus bazele textelor cheie ale așa numitei madhhab ’ishq (școala dragostei)- un fenomen care , indiferent de proprietățile eluzive este considerată ca fiind o construcție a principalului curent al sufismului persan( și probabil al Turciei).

## ’Ushshaq  ca aleșii lui Dumnezeu: Legământul ’ishq
Deșii sufiții care au reprezentat Școala Dragostei s-au raportat la întregul Qur’an ca la un manual de ’ishq , ei consideră că un număr de cuvinte și fraze este transmis de ’Ushshaq, mesaje specifice care deservesc ca parole facilitând accesul către cele mai ascunse înțelesuri.
Scriitorii sufiți (Maybudi, de exemplu) de obicei își asumă responsabilitatea de a înlocui ceea ce au atribuind o interpretare personală. Sufiții pretind că relația de iubire reciprocă între Dumnezeu și om a fost stabilită in pre-eternitate, înainte de a fi creată natura umană, așa cum se zicea ’ahad alast.